# Trithemis basitincta
Trithemis basitincta – gatunek ważki z rodziny ważkowatych (Libellulidae).